# Mooskappe

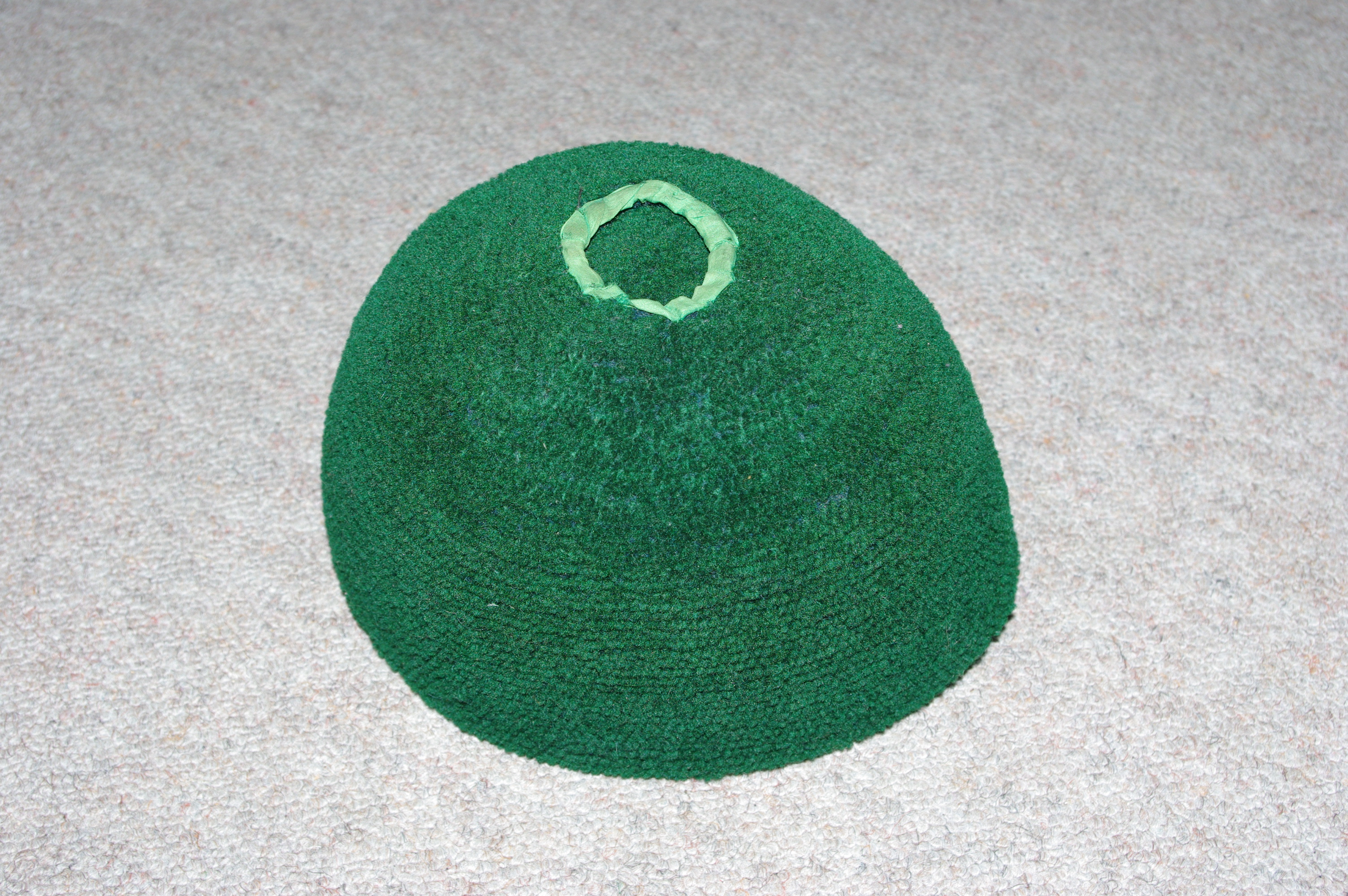
Eine typische Harzer Mooskappe

Eine Mooskappe ist eine traditionelle bergmännische Kopfbedeckung. Sie schützte den Bergmann bei seiner Arbeit vor kleineren Steinschlägen und dem Anstoßen gegen die Firste.

## Herstellung
Mooskappen wurden aus einem harten grünen Filz gefertigt, es soll aber auch „gehäkelte“ Ausführungen gegeben haben. Sie haben eine zylindrische, kegel- oder auch kuppelförmige Form.

## Verbreitung
Die Mooskappe wurde im Harzer und Barsinghäuser Bergrevier verwendet. Sie wurde seit etwa 1850 zum Beispiel auf Stahlstichen von Wilhelm Ripe abgebildet.
Im Jahre 1824 befuhr Heinrich Heine die Clausthaler Bergwerke Karolina und Dorothea. Er schrieb über diese Befahrung:

„Diese (Bergleute) tragen dunkle, gewöhnlich stahlblaue, weite, bis über den Bauch herabhängende Jacken, Hosen von ähnlicher Farbe, ein hinten aufgebundenes Schurzfell und kleine grüne Filzhüte, ganz randlos wie ein abgekappter Kegel.“